# Guerreros del espacio
Guerreros del espacio (Título original: The Ice Pirates) es una película estadounidense estrenada en el año 1984 que parodia películas de ciencia ficción como La guerra de las galaxias, Mad Max o Alien, el octavo pasajero.

## Argumento
En el futuro, tras varias guerras, la galaxia se ha quedado sin agua. La única reserva que queda está en manos de los poderosos "templarios". Sólo un grupo de piratas espaciales se atreve a enfrentarse a su tiranía, atacando sus naves para robar los bloques de preciado hielo.
Jason (Robert Urich), jefe de una banda de piratas espaciales, es capturado por los "templarios", quienes lo condenan a la esclavitud. Afortunadamente, logra escapar gracias a la ayuda de la princesa Karina (Mary Crosby), quien necesita la ayuda de los aguerridos piratas para encontrar a su padre, un explorador espacial que oficialmente ha desaparecido, pero según los rumores ha encontrado "El Séptimo Planeta", un planeta rebosante de agua, que se desvió de su órbita y se encuentra en el centro de la galaxia.
Tras varias peripecias, que incluyen luchas entre robots, un "herpes espacial" que invade la nave, persecuciones de coches por el desierto, luchas a espada, el encuentro con las amazonas, y un viaje en el tiempo, logran encontrar "El Séptimo Planeta".

## Crítica
Según The New York Times, se trata de una película «entretenida, desconcertante y muy graciosa».